# Jihad de construction
 (juillet 2025).
Le contenu est difficilement compréhensible vu les erreurs de traduction, qui sont peut-être dues à l'utilisation d'un logiciel de traduction automatique.
Jihad de construction (persan : جهاد سازندگی Jahād-e Sāzandegī), ou simplement Jihad (جهاد Jahād) était l'une des organisations de la Révolution iranienne. 

## Histoire
L'organisation a commencé comme un mouvement de volontaires pour aider à la Révolution iranienne de 1979, mais a rapidement été institutionnalisée et a pris un rôle plus large et plus développemental dans les campagnes. 

## Activités
L'organisation était impliqué dans la construction de routes, l'électrification, les cliniques, les écoles et les canaux d'irrigation. Il fournit également « des services de vulgarisation, des semences, des prêts », etc. aux petits agriculteurs.  
Pendant la guerre Iran-Irak, l'organisation avait une responsabilité d'ingénierie de combat. Ils étaient actifs dans diverses opérations de la guerre, notamment dans l'opération Victoire Indéniable, opération Beit-ol-Moqaddas, opération Kheibar et l'opération Dawn 8 . 
L'organisation s'est engagée dans des activités de développement à l'étranger en Tanzanie (à partir de 1987), au Ghana et au Liban (1989), au Soudan et en Sierra Leone (1991) et en Albanie (1993). Il était également actif au Pakistan, en Afghanistan et en Bosnie-Herzégovine .  
Le titre d'un membre du Jihad est Jahādgar (جهادگر). Le titre des commandants est Sardār -e Jahādgar (سردار جهادگر). 
En 2001, il a fusionné avec le ministère de l'Agriculture pour former le ministère de l'Agriculture Jihad.